# フェアリーアイドルかのん
『フェアリーアイドルかのん』は、袴田めらによる日本の漫画。『プレコミックブンブン』（ポプラ社）にて創刊から2006年12月号まで連載された。
小学生の普通の女の子、小日向かのん達が妖精アルトとともにアイドルの道を進む。

## あらすじ
妖精界･音の国。ここには人々の歌をエネルギーに生きる妖精たちが暮らしている。しかし最近の歌が流行り廃りで歌われては消える、いわば使い捨てになっているため危機に陥っていた。
一方、人間界では小学4年生のクラスメイトが音楽の授業中。音楽を愛する小日向かのん、天野まりか、八木こだまの3人は、今日も歌を評価されていた。その放課後、かのん達は妖精プリンセス･アルトと出会い、アイドルを目指すことを決意する。

## 登場人物

### ダンサーズ
アルトに選ばれたクラスメイト達。3人の名前は、こだま→まりか→かのんの順に並べると、しりとりになる。
小日向かのん
主人公。歌うことが大好き。
天野まりか
強気な少女。クールな性格。母親が元アイドルの料理研究家。
八木こだま
おさげ髪で眼鏡をかけている。おっとりした性格。兄がいる。

### 芸能人
松岡ジュリア
大女優･松岡聖の令嬢。母譲りの美貌を持つ人気アイドルだが、かのん達ダンサーズに対して陰湿な態度をとる。
ピエール山田
かのん達をスカウトした山田芸能プロダクション社長。オネエ系の男性。モデルはKABA.ちゃん。
タリオ
「笑ってええかんじ」の司会者。モデルはタモリ。
スーちゃん
レコード会社社長。
松田風太
オーディション候補者。

### 家族
小日向
かのんの母。
天野まなみ
まりかの母。料理研究家で、若い頃はアイドルだった。
八木山彦
こだまの兄。ミュージシャン志望。

### 妖精
人々の音楽をエネルギーに生きている。額にある星型のあざが共通の特徴で、普通の人(大人)にはその姿が見えない。
アルト
妖精界にある音の国のお姫様。語尾に「ですの」をつけて話すなどそれらしい口調。地上からの美しい歌声が届かず、かのん達3人に助けを求める。外見は少女だが実は50年以上生きている。
音の国の女王
アルトの母。
フォルテ
相棒のオコジョとともに深い森に住んでいる魔女。アルトの叔母。
シャープ
ジュリアの相棒でアルトの姉。人里離れた森に暮らす「ダークフェアリー」であり、闇の魔法で周りの人間を苦しめる。元は優しい性格だったが、ある理由でダークフェアリーになってしまう。
フラット
アルトの祖母で先代の音の国の女王。今は神殿の神官長。

## 単行本
- 袴田めら『フェアリーアイドルかのん』（ポブラ社、ブンブンコミックス）全4巻[1]
  1. フェアリーアイドルかのん1（2004年9月初版発行）ISBN 978-4-591-08268-3
  2. フェアリーアイドルかのん2（2005年4月初版発行）ISBN 978-4-591-08560-8
  3. フェアリーアイドルかのん3（2005年10月初版発行）ISBN 978-4-591-08647-6
  4. フェアリーアイドルかのん4（2006年4月初版発行）ISBN 978-4-591-09014-5